# Каратузский район

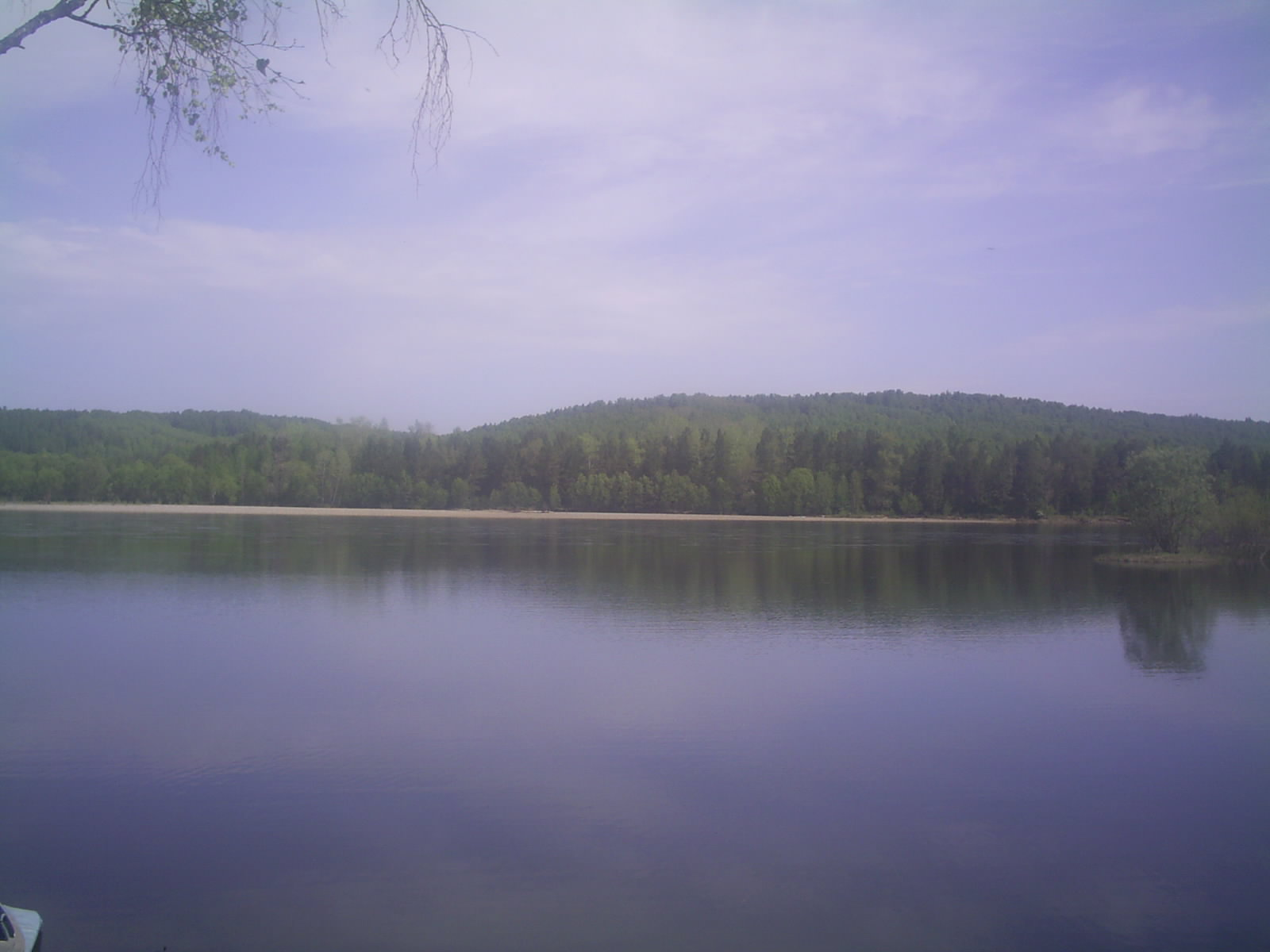
Река Казыр в районе села Нижние Куряты

Карату́зский район — административно-территориальная единица (район) и муниципальное образование (муниципальный район) в южной части Красноярского края России.
Административный центр — село Каратузское.

## География
Каратузский район расположен в юго-восточной части Минусинской котловины,
в отрогах гор Восточные Саяны, в бассейне реки Амыл, образующей при слиянии с рекой Казыр реку Туба, впадающую в Енисей. Площадь района — 10,236 тыс. км².
Рельеф преимущественно увалисто-равнинный, расчленённый долинами. Высота от 200—300 до 700 м. Отдельные низкогорные массивы сложены сланцами, песчаниками, конгломератами, мергелями, известняками, а также туфами, порфиритами и сиенитами палеозойского возраста, которые на более пониженных участках перекрыты суглинками, лёссами и супесями. Климат резко континентальный, иногда засушливый. Средняя температура января от −16 до −20,5 °C, июня от +18,2 до +19,6 °C. Зимой бывают морозы до −52 °C, а летом температура иногда поднимается до +45 °C. Продолжительность вегетационного периода около 150—160 суток.
Сопредельные территории:
- север, северо-восток: Курагинский район
- юго-восток: Республика Тыва
- юг, юго-запад: Ермаковский район
- запад: — Шушенский и Минусинский районы Красноярского края.

## История

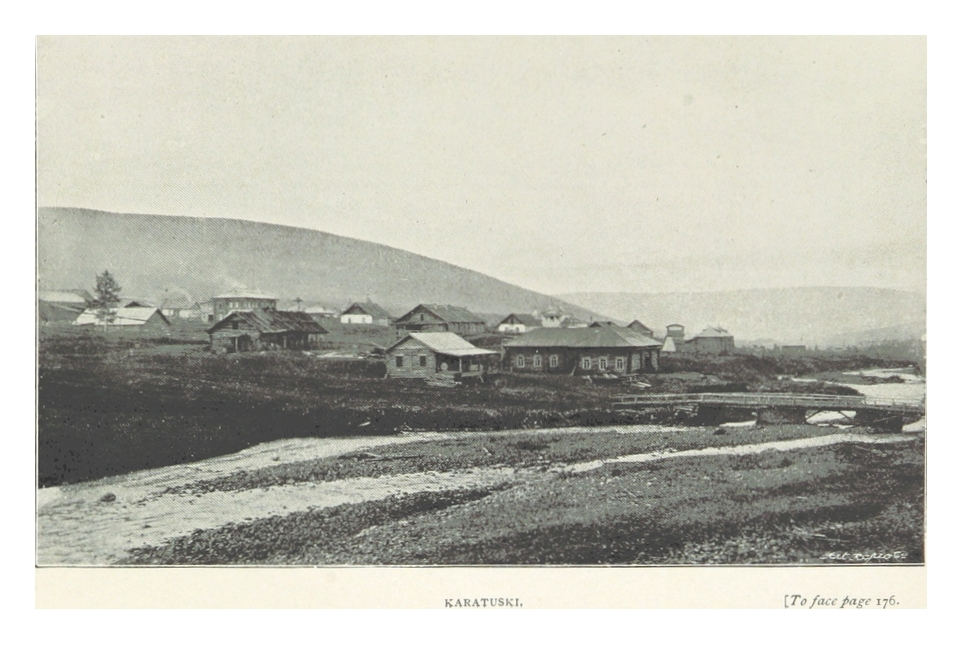
Каратузское (1895 году)

До Великой Октябрьской социалистической революции Енисейская губерния делилась на уезды и волости. Входил в неё и Минусинский уезд. В 1920 году он был разделён на 38 волостей. Одной из них была Сагайская волость, которая была основана в 1884 году путём выделения из Тесинской волости. В 1896 году из Сагайской волости была выделена Маторская, а в 1913 году учреждена Верхнекужебарская волость. В 1922 году волостной исполком из с. Сагайского был переведен в Каратуз.
В 1917 году в состав Сагайской волости входили населённые пункты: Сагайск, Каратуз, Ключи, Лебедевка, Исаевка, Уджей, Качулька, Усть-Копь, Черемушка, Черепановка, Чубчиково, Старомолино, Балдаштык, Шалагино, Куркино, Волково, Верхний Суэтук, Таскино, Сосновка, Еловка, Николаевка, Пономаревка, Александровка, Нижние Курята, Верхние Курята, Таяты, Малиновка.
В Верхнекужебарскую волость входили: Верхний Кужебар, Нижний Кужебар, Алесандровка, Алексеевка, Андреевка, Беловка, Колеватовка, Краснореченка, Томиловка, Ново-Троицк, Ягодный хутор.
В состав Моторской волости входили: Маторск (Моторск в настоящее время), Ширыштык, Средний Кужебар (Арсапка), Таловка, Красная Поляна, Нижняя Буланка, Верхняя Буланка, Киндырлык, Сергеевка, Савельевка, Малиновка, Ново-Покровка, Польский выселок, Черниговка.
Схема районирования территорий была разработана на XII съезде партии 17-25 апреля 1923 года. 21 октября 1923 года проходило совещание председателей и секретарей Сагайского, Моторского и Верхнекужебарского волостных советов.
4 апреля 1924 года приказом № 52 Енисейского губернского исполкома в Енисейской губернии было введено районно-волостное деление. В том же году в Красноярском крае было образовано 29 районов, включая Каратузский.

## Население
Динамика численности населения
| 1939   | 1959   | 1970   | 1979   | 1989   |
| ------ | ------ | ------ | ------ | ------ |
| 30 474 | 26 949 | 22 414 | 19 965 | 19 923 |

| 2002    | 2008    | 2009    | 2010    | 2011    | 2012    | 2013    |
| ------- | ------- | ------- | ------- | ------- | ------- | ------- |
| 18 795  | ↘17 890 | ↘16 918 | ↘16 036 | ↘15 944 | ↘15 914 | ↘15 734 |
| 2014    | 2015    | 2016    | 2017    | 2018    | 2019    |         |
| ↘15 529 | ↘15 262 | ↘15 219 | ↘15 172 | ↘14 950 | ↘14 667 |         |

### Национальный состав
Имеет многонациональный состав, где преобладают русские, украинцы, татары, немцы, есть армяне и множество небольших групп других национальностей и народностей, а также компактно проживающие латыши, эстонцы, мордва.

## Территориальное устройство
В рамках административно-территориального устройства район включает 14 административно-территориальных единиц — 14 сельсоветов.
В рамках муниципального устройства, в муниципальный район входят 14 муниципальных образований со статусом сельских поселений.
| №  | Сельские поселения          | Административный центр | Количество населённых пунктов | Население | Площадь, км2 |
| -- | --------------------------- | ---------------------- | ----------------------------- | --------- | ------------ |
| 1  | Амыльский сельсовет         | село Ширыштык          | 3                             | ↘455      | 1824,04      |
| 2  | Верхнекужебарский сельсовет | село Верхний Кужебар   | 2                             | ↘954      | 5033,60      |
| 3  | Каратузский сельсовет       | село Каратузское       | 2                             | ↘7215     | 489,60       |
| 4  | Качульский сельсовет        | село Качулька          | 1                             | ↗609      | 205,97       |
| 5  | Лебедевский сельсовет       | деревня Лебедевка      | 2                             | ↘224      | 71,13        |
| 6  | Моторский сельсовет         | село Моторское         | 3                             | ↘1124     | 331,02       |
| 7  | Нижнекужебарский сельсовет  | село Нижний Кужебар    | 1                             | ↗432      | 408,37       |
| 8  | Нижнекурятский сельсовет    | село Нижние Куряты     | 2                             | ↗579      | 290,41       |
| 9  | Сагайский сельсовет         | село Сагайское         | 1                             | ↘516      | 105,10       |
| 10 | Старокопский сельсовет      | село Старая Копь       | 1                             | →298      | 174,02       |
| 11 | Таскинский сельсовет        | село Таскино           | 1                             | ↗696      | 113,99       |
| 12 | Таятский сельсовет          | село Таяты             | 2                             | ↗703      | 742,23       |
| 13 | Уджейский сельсовет         | село Уджей             | 1                             | ↘343      | 110,96       |
| 14 | Черемушинский сельсовет     | село Черемушка         | 6                             | ↘1024     | 335,73       |

В 1989 году из Каратузского сельсовета выделен Лебедевский сельсовет.

### Населённые пункты
В Каратузском районе 28 населённых пунктов.
| №  | Населённый пункт | Тип     | Население | Муниципальное образование   |
| -- | ---------------- | ------- | --------- | --------------------------- |
| 1  | Алексеевка       | деревня | ↗38       | Верхнекужебарский сельсовет |
| 2  | Верхние Куряты   | деревня | ↗131      | Нижнекурятский сельсовет    |
| 3  | Верхний Кужебар  | село    | ↗1010     | Верхнекужебарский сельсовет |
| 4  | Верхний Суэтук   | деревня | ↗193      | Черемушинский сельсовет     |
| 5  | Верхняя Буланка  | деревня | →40       | Моторский сельсовет         |
| 6  | Каратузское      | село    | ↘7456     | Каратузский сельсовет       |
| 7  | Качулька         | село    | ↗609      | Качульский сельсовет        |
| 8  | Ключи            | деревня | ↘56       | Лебедевский сельсовет       |
| 9  | Куркино          | деревня | ↗47       | Черемушинский сельсовет     |
| 10 | Лебедевка        | деревня | ↗222      | Лебедевский сельсовет       |
| 11 | Малиновка        | деревня | ↗42       | Таятский сельсовет          |
| 12 | Моторское        | село    | ↗1124     | Моторский сельсовет         |
| 13 | Нижние Куряты    | село    | ↗509      | Нижнекурятский сельсовет    |
| 14 | Нижний Кужебар   | село    | ↗432      | Нижнекужебарский сельсовет  |
| 15 | Нижняя Буланка   | деревня | ↗92       | Моторский сельсовет         |
| 16 | Сагайское        | село    | ↘516      | Сагайский сельсовет         |
| 17 | Средний Кужебар  | деревня | ↘98       | Каратузский сельсовет       |
| 18 | Старая Копь      | село    | →298      | Старокопский сельсовет      |
| 19 | Старомолино      | деревня | ↗82       | Черемушинский сельсовет     |
| 20 | Таловка          | деревня | ↘26       | Амыльский сельсовет         |
| 21 | Таскино          | село    | ↗696      | Таскинский сельсовет        |
| 22 | Таяты            | село    | ↗590      | Таятский сельсовет          |
| 23 | Уджей            | село    | ↘343      | Уджейский сельсовет         |
| 24 | Черемушка        | село    | ↗733      | Черемушинский сельсовет     |
| 25 | Черниговка       | деревня | ↘8        | Амыльский сельсовет         |
| 26 | Чубчиково        | деревня | ↗130      | Черемушинский сельсовет     |
| 27 | Шалагино         | деревня | ↗142      | Черемушинский сельсовет     |
| 28 | Ширыштык         | село    | ↗560      | Амыльский сельсовет         |

## Экономика
Основная отрасль специализации района — сельское хозяйство.
Крупные предприятия района:
- Открытое акционерное общество «Каратузхлебопродукт» — производство хлебобулочных изделий
- Государственное предприятие «Каратузское дорожное ремонтно-строительное управление» — Ремонт и содержание дорог, растениеводство
- Государственное предприятие «Каратузское автотранспортное предприятие» — Междугородные автомобильные (автобусные) пассажирские перевозки
- Закрытое акционерное общество «Кирова» — Растениеводство, животноводство
- Общество с ограниченной ответственностью «Каратузский жилищно-коммунальный сервис» — Жилищно-коммунальные услуги
- Общество с ограниченной ответственностью «Каратузский райсоюз» — Реализация товаров народного потребления
- Сельскохозяйственная артель имени Ленина — Растениеводство, животноводство
- Общество с ограниченной ответственностью «Виктория» — Растениеводство, животноводство
- Сельскохозяйственная производственная артель «Заветы Ильича» — Растениеводство, животноводство
- Общество с ограниченной ответственностью «Каратузский хлебоприёмный пункт» — обработка и хранение зерна
- Общество с ограниченной ответственностью «Каратузское ремонтно-транспортное предприятие» — ремонт сельскохозяйственной техники и агрегатов
- Акционерное общество закрытого типа «Амыл» — Руды и пески драгоценных металлов — добыча
- Артель старателей (Общество с ограниченной ответственностью) «Бургон» — Руды и пески драгоценных металлов — добыча
- Сельскохозяйственная артель «Рассвет»

## Транспорт
На территории района имеются автомобильные дороги в основном местного значения. В будущем по территории района пройдёт планируемая железная дорога «Курагино—Кызыл».

## Здравоохранение
Отправной точкой становления здравоохранения Каратузского района можно считать 1898 год, когда в село Каратуз переехал, назначенный сельским врачом 4-го врачебного участка, врач Николаевский Николай Федорович. Хотя, врачебная деятельность осуществлялась и раньше, так, в исповедных росписях каратузской Петро-Павловской церкви за 1856 год, упоминается фельдшер Панкратий Яковлевич Якшин 31 года.

К четвёртому врачебному участку Минусинского уезда относились 17 селений Сагайской волости (в состав которой входило с. Каратуз) и 15 селений Тесинской волости, резиденция же участкового врача располагалась в с. Сагайском. На территории участка проживали 23000 человек, в лечебнице функционировало 6 коек. В 1905 году Николай Федорович организовал в с. Каратуз лечебницу с 15 койками в двух частных домах. Завоевав своим благородным трудом уважение населения обслуживаемых участков, в 1906 году врач Николаевский Н. Ф. был избран депутатом первой Государственной Думы от Енисейской губернии. С 25 июля 1906 года по 6 марта 1908 года врачом 4-го участка был Фурман Яков Лейбович. С 7 августа 1908 года по 19 августа 1911 года медицинскую помощь в с. Каратуз и окрестных деревнях осуществлял врач Вайнлуд Шама Мошкович. В 1909 году упоминаются фельдшеры: Мартынюк Илья Фомич, Епифанов Дмитрий Иванович, Натензон Ханна. Сохранились сведения о работе на 4-м врачебном участке фельдшера Заболоцкого Василия Семеновича (происходил из мещан г. Минусинска, скончался в Каратузе 19 июня 1916 года в возрасте 45 лет). Развитие врачебной практики продолжил врач Лебедев Алексей Петрович, затем с 1929 года по 1934 год в селе Каратуз работал доктор Пунев (имя и отчество неизвестны). Сохранились данные о работе врача-хирурга Турова Федора Ивановича, который возглавлял больницу с 1930 года по 1937 год, под его руководством в селе Каратуз было оборудовано хирургическое отделение, построены небольшая амбулатория и стационар. В 1937 году, опасаясь репрессий он уехал в город Свердловск. Федор Иванович вернулся в село Каратуз в 1941 году и работал хирургом. Туров Федор Иванович умер 31 марта 1943 года. С 1939 года в Каратузской больнице до 1972 года работала Попкова Валентина Семеновна в качестве врача терапевта, несколько лет она возглавляла райздрав, выполняла обязанности госсанинспектора.

Яркий след в развитии здравоохранения Каратузского района оставил врач Горн Александр Федорович, который до 1953 года являлся главным врачом. Под его руководством строилась участковая больница в селе Моторском, в 1953 году Александр Федорович трагически погиб, захваченный в пути сильнейшей пургой.
Новое качественное развитие здравоохранение Каратузского района получило с начала 60-х годов, когда в район прибыло сразу несколько врачей и среди них супруги Прибытковы. Надежда Даниловна некоторое время исполняла обязанности главного врача и одновременно работала врачом терапевтом и гинекологом. Её супруг, Юрий Максимович, работая хирургом, завоевал глубокое уважение и даже преклонение перед своим талантом населения всего района, неоднократно приглашался и на работу в г. Красноярск. Люди до сих пор его помнят. Его руки спасли не одну сотню человеческих жизней.
В период с 1950 года по 1960 год в районе работало уже семь врачей. К тому времени уже существовала сеть лечебных учреждений в составе районной больницы, мощностью 87 коек, четырёх участковых больниц общей мощностью в 30 коек, 4-х фельдшерско-акушерских пунктов и одного фельдшерского пункта.

В 1960 году количество врачей в районе достигло 14 человек, а количество средних медицинских работников 72 человек, общая коечная мощность учреждений составляла 118 коек.

Большой вклад в развитие здравоохранения района внёс врач отоларинголог Смятских Иван Феофанович, который возглавлял здравоохранение с 1961 по 1975 год. В годы его работы была построена поликлиника ЦРБ (1 этаж существующей поликлиники), отделение скорой помощи, терапевтическое отделение и другие вспомогательные помещения ЦРБ. В 1969 году в селе Моторском была построена типовая участковая больница с амбулаторией, стационаром, рентгеновским кабинетом и операционной. Там же было построено типовое, боксированное инфекционное отделение, которое в течение многих лет являлось отделением районной больницы.

За годы работы, общий стаж Смятских Игоря Феофановича в районе превысил 30 лет, 15 из которых он возглавлял районную больницу, — значительно улучшилась материально-техническая база объектов здравоохранения, выросли медицинские кадры, расширились диагностические и лечебные возможности центральной районной больницы. Количество врачей к 1970 году достигло 18 человек и они оказывали помощь по 10 специальностям, количество средних медицинских работников уже составляло 132 человека.

Огромный вклад в совершенствование структуры управления здравоохранением в становление организационно-методической работы, учёбы кадров, в технологию оказания медицинской помощи внёс Блохин Владимир Александрович, который возглавлял районное здравоохранение с 1976 года по 1980 год.

С 1980 года, около 30 лет возглавлял районное здравоохранение Федор Иванович Аношин, врач социал-гигиенист и организатор здравоохранения высшей квалификационной категории. За заслуги в деле организации здравоохранения Аношин Федр Иванович награждён знаком «Отличнику здравоохранения», избирался делегатом II и III Всероссийских Пироговских съездов врачей.

С начала 80-х годов Каратузская ЦРБ имела 170 коек и четыре участковых больницы общей мощностью в 90 коек, а в 1990 году мощность ЦРБ достигла 200 коек. К этому периоду ЦРБ имела 3-х этажный лечебный корпус, расширилась поликлиника за счёт надстроенного второго этажа.

С начала 90-х годов, с вводом в систему организации здравоохранения нового хозяйственного механизма в Каратузской ЦРБ были начаты качественные и структурные преобразования. После изучения директивных документов, изучения опыта работы здравоохранения Кемеровской области, Алтайского края в подразделениях ЦРБ была организована работа по принципу коллективного подряда. Новый подход позволил изменить форму оплаты труда и, в конечном итоге, заинтересовать коллектива в повышении качества труда и ответственности за выполнение объёмных плановых показателей. К сожалению, возникшие финансовые трудности на фоне нестабильной социально-экономической обстановки в стране эта форма работы стала практически невозможной, но являлась основой к переходу в последующем в систему обязательного медицинского страхования.

С введением закона РСФСР от 28 июня 1991 года № 499-1 «О обязательном медицинском страховании граждан в РСФСР». Каратузская ЦРБ одна из первых в крае прошла лицензирование и аккредитацию, получив право на 48 видов медицинской деятельности в 1994 году. А в результате последнего лицензирования, в 2004 году, Каратузская ЦРБ имеет лицензии на 65 видов и профилей медицинской деятельности. Подготовка к лицензированию и аккредитации, целенаправленная работа с кадрами позволила поднять кадровый потенциал на новую качественную основу и сегодня из 35 врачей, работающих в районе, 26 человек имеют квалификационные категории (72 %), в том числе:
 — высшую категорию 11 человек (42,8 %)
 — первую категорию 11 человек (42,8 %)
 — вторую категорию 4 человека (14,2 %)

Из 173 средних медицинских работников квалификационную категорию имеют 110 человек (63,5 %). В настоящее время район испытывает недостаток в притоке молодых специалистов. Удельный вес врачей в возрасте 40 лет и старше составляет 92,1 %, из них 23 % врачей старше 50 лет.

В годы тяжелейшего финансового обеспечения выстроена пристройка к поликлинике по современному проекту и в 2001 году запущена в эксплуатацию, что позволило значительно улучшить условия амбулаторного приёма пациентов и условия труда медицинских работников. Открыты новые кабинеты — УЗИ диагностики, эндоскопии, офтальмологический, блок кабинетов клинико-диагностической лаборатории, кабинеты для акушерско-гинекологической и педиатрической служб, хирургический кабинет с амбулаторной операционной, кабинет медицинской статистики с архивом. В 2006 году подготовлена проектно-сметная документация на реконструкцию зданий социального приюта под размещение терапевтического и детского отделений центральной районной больницы. На начало работ в 2007 году выделено 5 млн руб.

Работа в новых экономических условиях заставила руководство здравоохранения района пересмотреть структуру и организацию медицинской помощи населению. Искусственно увеличенная в годы экстенсивного развития здравоохранения коечная сеть работала малоэффективно, максимальная коечная мощность в 290 коек сохранялась с 1985 года по 1991 год. С 1991 года, на основе экономических расчётов потребности населения в стационарной помощи, с учётом механизма финансирования началось планомерное сокращение коечного фонда. В первую очередь была проведена реорганизация маломощных участковых больниц в селах Качулька и Нижние Курята во врачебные амбулатории. Койки Моторской участковой больницы были сокращены, а их профили изменены на сестринский уход. Дальнейшие расчёты эффективности работы больничной койки в отделениях ЦРБ и ежегодная работа над муниципальным заказом обосновали частичное сокращение коек и в ЦРБ с 200 до 130 коек.

В настоящее время здравоохранение Каратузского района представлено:
1. Каратузская центральная районная больница на 130 коек;
2. Моторская участковая больница на 25 коек сестринского ухода;
3. Верхне-Кужебарская участковая больница на 10 коек;
4. Качульская врачебная амбулатория;
5. Нижне-Курятская врачебная амбулатория;
6. 19 фельдшерско-акушерских пунктов.

Нельзя не отметить, что последние три года здравоохранение района ощущает значительную помощь со стороны районной администрации и личное участие главы района Саар В. Р. в улучшении материально-технической базы первичного звена здравоохранения — участковых больниц, амбулаторий и ФАПов. Достаточно посмотреть после проведенной реконструкции на Нижне — Курятскую врачебную амбулаторию и объём этой помощи станет понятным. Проводены реконструкция Качульской амбулатории и Средне-Кужебарского ФАПа, Уджейский и Сагайский ФАПы переведены в новые в помещения.

В 2005 году Качульская и Нижнекурятская врачебные амбулатории, Верхнекужебарская участковая больница оснащены стандартными наборами медицинского оборудования. В Нижнекурятской врачебной амбулатории и Моторской участковой больницы открыты стоматологические кабинеты, оснащенные современным медицинским оборудованием.
В 2006 году все фельдшерско-акушерские пункты оснащены стандартными наборами медицинского оборудования.
Активная помощь районной администрации позволит ввести ФАПы и участковые больницы в систему обязательного медицинского страхования.

Здравоохранение района сегодня — это устойчивая система, которая решала и будет решать задачи медицинской помощи населению на основе качества и доступности.
Каратузская ЦРБ — это современное, многопрофильное учреждение на уровне сельского района, в базе которой функционирует несколько отделений.

Поликлиника районной больницы осуществляет лечебную и консультативную помощь населению всего района по всем основным специальностям. Здесь работают опытные, с большим стажем работы врачи: Ценюга Г. А., Пупкова Г. В., Перова Л. В., Алексеев В. А., Зевакина В. В., Хубулова Д. И., и другие, медицинские сестры: — Алексеева Л. А., Лащева Т. П., Изотова Г. А., Тюшова О. Н., Кондаурова Т. Б., Анисимова Н. П., Глушкова Л. И. и многие другие. За последние годы значительно выросли диагностические и лечебные возможности поликлиники — открыты кабинеты УЗИ — диагностики, эндоскопии, расширены возможности клинико-диагностической лаборатории.

Хирургическое отделение более 20 лет возглавлял хирург высшей категории Вараксин В. М. В любое время суток коллектив отделения готов оказать хирургическую помощь. Гордостью отделения является палата интенсивной терапии, оснащенная современной медицинской аппаратурой. Люди благодарны работающим там специалистам — Лото Е. А., Бирюкову А. Ю., Турциной Л. А., Панкратьевой Г. М., Селиной В. Н., Донских М. А., Орловой Н. В. и многим другим.

Пожалуй, нет более ответственной и трудной специальности в медицине, чем педиатрия. Ответственность перед человеком начинающим жизнь очень высока и с ней с честью справляется профессионально отточенный под руководством Алексеевой Л. С., врача высшей квалификационной категории, коллектив детского отделения. Наверняка многие родители и дети помнят заботливые и ласковые руки Хорышевой В. Н., Черенковой О. А., Коваленко Г. Д., Якименко Н. А. и другие.

Родильное и гинекологическое отделения под руководством Стрельникова Г. И. врача акушера-гинеколога высшей квалификационной категории с коллективом акушерок и медсестер — Тишковой З. К., Блумберг М. Г., Поносовой В. Б., Дергачевой Е. В., Евдокимовой Е. Н. и других обеспечивают медицинскую помощь и женщинам и новорождённым.

Терапевтическое отделение с коллективом врачей — заведующей Масленниковой О. Б., врачами Есиповой Людмилой Николаевной и Кириной Валентиной Константиновной, медицинских сестер — Сырьевой Л. И., Антонович В. В., Тюкаловой Л. П., Поздняковой З. Л., Кузьминой Н. Н. и другими в трудных, стесненных условиях обеспечивают помощь больным чаще преклонного возраста, зачастую поступающим в отделение в критическом состоянии и требующим интенсивной терапии и мобилизации всех сил работников этого отделения.

С честью выполняют свой долг коллектив инфекционного отделения, возглавляемого опытным врачом инфекционистом Сураевой Л. И., хорошими помощниками которой являются медицинские сестры — Полева Т. Н., Чаринцева Т. К., Емелькина Е. И. и другие. В трудных условиях технологии оказания помощи и организации быта больных, коллектив отделения добивается хороших результатов.

Отделение скорой медицинской помощи с коллективом опытных фельдшеров — Королёвой И. Н., Демидовой Г. А., Штайморг А. Я., Мирошкиной В. И. и других всегда готовы прийти на помощь жителям райцентра при неотложных состояниях и внезапных заболеваниях.

Труд врачей и медицинских сестер любого подразделения по оказанию медицинской помощи будет неполноценным без помощи наших младших помощников санитарок и техничек. Труд Щекатуровой Т. И., Кравченко А. В., Синевой Т. Н., Мишиной Е. А., Субботиной Л. И., Градобоевой Г. А., Сухочевой Е. А., Бородиной Е. В., Безбородовой И. В., Погудиной З. В. заслуживает уважения.

Очень ответственным и тяжелым в существующих условиях финансирования, несмотря на оснащенность современной вычислительной техникой и программным обеспечением является труд бухгалтерии во главе с главным бухгалтером Сусловой Н. И. Финансовое обеспечение лечебных учреждений района осуществляют бухгалтеры и экономисты — Коробешко Г. А., Тюкалова Е. А., Квятковская Н. В., Яхонтова С. В., Пронина О. А. и другие.

Все объёмные и качественные показатели работы как ЦРБ, так и ЛПУ района собираются, обрабатываются, анализируются и архивируются в статистическом отделе возглавляемым заместителем главного врача Чугунниковым В. А. Отделение медицинской статистики в составе Захаровой С. В., Вороновой В. Ф., Никитиной Г. И. сегодня обеспечивают сбор информации и обмен ею с вышестоящими учреждениями на современном уровне.

Решение задач по качеству медицинского обслуживания не возможно без труда наших поваров во главе с диетсестрой Г. Г. Вяткиной, больные благодарны за вкусные обеды поварам.
Оперативность в оказании помощи больным в немалой степени зависит от водителей санитарного транспорта — Парышева В. А., Обедина А.Н, Тупикова А. А., Архипова И. И. и др.

Здравоохранение района — это история и трудно рассказать о работе каждого человека, которые делали эту историю. Сложно словами оценить вклад в историю развития врачей находящихся на пенсии — Бычковой Н. А., Кузьминой А. П., Колпаковой А. Г., Федорцова И. Ф., Наделяевой А. В. Добрую память оставили о себе ныне покойные врачи — Сердюкова В. А., Семенов Б. В., Распопин С. И. и многие другие.

В составе МУЗ «Каратузская ЦРБ» лечебно-профилактические учреждения в селах района, которые появились в разное время и в разных условиях. Это подразделения передовой медицинского фронта, которые часто первыми встречаются с пациентами и прилагают максимально возможные усилия для их спасения и выздоровления. Наша передовая это Моторская и Верхне-Кужебарская участковые больницы, Качульская и Нижне-Курятская врачебные амбулатории и 19 фельдшерско-акушерских пунктов. Хотелось бы назвать хотя бы часть тех людей, которые трудятся там на благо здоровья людей — Черных Г. Н., Заболоцкий П. И., Симбирева Р. И., Хренов С. В., Мельбард Н. Я., Подлеснова М. А., Золотухина Т. Т., Василькова С. С., Нестерова Е. В., Житкова С. А. и многие другие.

За добросовестный труд по охране здоровья населения района медицинские работники награждены правительственными и ведомственными наградами. Врач невропатолог Колпакова А. Г. орденом Трудового Красного Знамени, участковый врач терапевт Зевакина В. В. орденом Знак Почёта, знаком
«Отличник здравоохранения» — заведующая детским отделением Алексеева Л. С., главный врач Аношин Ф. И., врач рентгенолог Алексеев В. А., заместитель главного врача Чугунников В. А., главная медицинская сестра Миряшкина Н. И.

Почетной грамотой Министерства здравоохранения и социального развития Российской Федерации: Комынина В. М. — врач невролог, Кирина В. К.-врач невролог, Перова Л. В. -врач педиатр, Королева Н. Н. — фельдшер, Нестерова Е. В. — фельдшер Верхнекужебарской участковой больницы, Ничкова Л. В. -инструктор по лечебной физкультуре, Подлеснова М. А. — заведующая Таскинским фельдшерско-акушерским пунктом, Пупкова Г. В. — врач акушер-гинеколог, Селина В. Н. — старшая медицинская сестра, Стрельников Г. И. — заведующий родильным и гинекологическим отделениями, Федорцов И. Ф. — врач-хирург.

## Спорт
В первые десятилетия существования района спорт развивался как самодеятельное движение по интересам. Популярными были русская лапта, футбол, волейбол, баскетбол, обязательная сдача норм ГТО подростками и молодёжью. На сельском ипподроме в с. Каратуз проводились конно-спортивные состязания. В Спортивном городке, построенном членами добровольного спортивного общества «Урожай» на стадионе, «крутили» солнце на турнике, прыгали через «коня», лазали по канату, метали диск и копье, толкали ядро, бросали гранату на дальность.
В тридцатых годах проводились массовые профсоюзно-комсомольские кроссы, устраивались лыжные гонки, популярными были соревнования по пулевой стрельбе.
У каратузских спортсменов славная история. В 1957 году команда района на краевых соревнованиях по лыжным гонкам заняла 3 место. Честь района защищали лучшие лыжники: Петр Исайкин, Николай Малков, Геннадий Зуев, Лия Трофимова, Елена Епифанова.
В этом же году сборная команда Каратузского района на краевых соревнованиях по стрельбе заняла первое место. Тренер команды — военрук Каратузской средней школы Г. Ф. Трофимов. Сборная команда района по волейболу ДСО «Урожай» в этом же году стала чемпионом Красноярского края. В состав команды входили: Владимир Монахов (капитан команды), Владимир Шураков, Евгений Каверин, Кирьян Красильников, Геннадий Зуев, Николай Пряткин.
В 60-70 годах большой вклад в развитие физкультуры и спорта в районе вносили преподаватели физкультуры школ района: В. Н. и Т. А. Монаховы из Каратуза, В. В. Алехин из Верхнего Кужебара, П. И. Микушин из Нижних Курят, В. И. Селин из Качульки, М. В. Неделин из Моторского, А. И. Милкин из Нижнего Кужебара. Соревнования были массовыми. В ежегодных районных Спартакиадах принимали участие до 700 спортсменов разных возрастов.
На каратузской земле выросли и воспитаны мастера спорта, ученики преподавателя физкультуры В. Н. Монахова: В. Г. Ашихмин — акробатика, В. С. Пуликов — волейбол (капитан команды Красноярского технологического института), Я. Я. Мейнгот — лёгкая атлетика, В. Н. Красильников — волейбол, В. А. Адмаев — бокс.
В семидесятых годах район славился своими лошадьми. Конные бега и скачки на Каратузском ипподроме проводились ежегодно в Праздник урожая и собирали болельщиков и зрителей со всего района. Чемпионом края неоднократно становился жеребец по кличке Вырубок из колхоза имени Димитрова под управлением жокея Алексея Храмова.
Молодое поколение района продолжает спортивные традиции земли каратузской. В настоящее время сложилась устойчивая система физкультурно-оздоровительной работы, которая поддерживается районной администрацией. Для школьников ежегодно организуется круглогодичная Спартакиада, в которую включено 5 видов спортивных состязаний: спортивные игры, спортивный туризм, лёгкая атлетика, лыжные гонки, настольный теннис, пулевая стрельба. При сельских школах создано 14 физкультурно-спортивных клубов, в которых занимаются более 600 детей и взрослых.
Популярны легкоатлетические кроссы «Золотая осень», соревнования по пулевой стрельбе памяти Героя России Ивана Кропочева, соревнования среди допризывной молодёжи на переходящий кубок генерал-лейтенанта запаса В. П. Золотухина.
В 2006 году проведена первая в новейшей истории района Спартакиада, посвященная Дню молодёжи, собравшая 20 команд со всего района. Сейчас она стала традиционной. В летней Спартакиаде 2009 года приняли участие 450 спортсменов из 23 команд.
В районе трудятся 64 штатных физкультурных работника, имеется 15 спортивных залов, одно спортивное ядро (стадион «Колос») в селе Каратузском, 52 плоскостных спортивных сооружения, спортивные площадки при школах и профессиональном училище. Каратузская средняя общеобразовательная школа имеет новейшие хорошо оборудованные спортивные дворы в обоих корпусах. На базе первого корпуса имеется спортивный зал, оборудованный скалолазной стенкой.
Сегодняшняя власть особое внимание уделяет поддержке и развитию физкультуры и спорта в районе. Действует районная целевая программа «Развитие и пропаганда физкультуры и спорта в Каратузском районе», на реализацию которой ежегодно выделяют 300—400 тысяч рублей.
В районе культивируется 18 видов спорта, поэтому число людей, систематически занимающихся физкультурой и спортом, ежегодно растет. А каратузские спортсмены добиваются высоких результатов в различных видах спорта на зональных, краевых и всероссийских соревнованиях. Недаром Каратузский район в 2006 году вошёл в десятку лучших в крае по организации физкультурно-спортивной работы.